# Агар (актриса)
Ага́р, настоящее имя Мари́ Леони́д Шарве́н (фр. Agar, Marie Léonide Charvin; 19 сентября 1832, Седан — 15 августа 1891, Алжир) — французская актриса

, одна из крупнейших трагических артисток XIX века. Играла в пьесах Корнеля и Расина, а также современных драматургов. Сочувствуя Парижской коммуне, принимала участие в благотворительных концертах в пользу сирот и вдов коммунаров.

## Биография
Мари Шарвен родилась в 1832 году в Седане, в семье военного. В шестнадцатилетнем возрасте вышла замуж за Бартелеми Ника из Лиона, чтобы уехать из дома, где её тяготило присутствие мачехи. Однако через пять лет рассталась с мужем и поселилась в Париже, где зарабатывала на жизнь пением в кафе и уроками игры на фортепиано. Наряду с этим она, мечтая о театральной карьере, брала уроки у чтеца и театрального педагога Ашиля Рикура. По его совету Мари Шарвен взяла библейский псевдоним (Agar — Агарь). Рикур, считавший манеру игры актёров Комеди Франсез устарелой и напыщенной, стремился внести в театральное искусство бо́льшую жизненность и простоту, что унаследовала и его ученица.
Агар дебютировала в 1859 году и в начале 1860-х годов играла в парижских театрах «Одеон» и «Порт-Сен-Мартен». Основной её репертуар состоял из трагедий драматургов французского классицизма: Корнеля (Камила в «Горации») и Расина (Андромаха, Аталия в одноимённых пьесах; Клитемнестра в «Ифигении в Авлиде»). Кроме того, она с успехом исполняла роли в пьесах современных драматургов, такие как Лукреция (одноимённое произведение Франсуа Понсара), Занетто («Прохожий» Коппе) и другие. В январе 1862 года Агар с успехом сыграла в «Одеоне» роль Федры. В 1863 году актриса, при поддержке Рикура, Эжена Делакруа и Теофиля Готье, выступила на сцене Комеди Франсез, где сыграла эту же роль. Однако членом труппы она стала лишь в 1869 году и с этого времени считалась первой трагической актрисой театра.
20 июля 1870 года, на следующий день после того как Франция объявила войну Пруссии, во время представления «Влюблённого льва» Понсара публика потребовала исполнения «Марсельезы». Агар вышла на сцену и исполнила гимн. С этого дня она пела «Марсельезу» после каждого спектакля, вплоть до закрытия театра 5 сентября 1870 года. Теофиль Готье впоследствии писал о ней: «Скульптурная красота м-ль Агар, её мраморная бледность, её волосы, чёрные, как ночь, её глубокий, симпатичный и тёплый голос, который умеет быть и растроганным и звучать подобно фанфаре, делают её одним из благороднейших олицетворений патриотической и воинственной Оды. Если м-ль Рашель была мстительною Немезидой, то м-ль Агар походит на Победу, распростершую свои золотые крылья».
Агар, сочувствовавшая Парижской коммуне, не раз принимала участие в патриотических концертах. Большое место в её концертном репертуаре занимали революционные стихи В. Гюго и Барбье. В числе прочего она выступала в концерте в пользу вдов и сирот коммунаров, организованном 18 марта 1871 года во дворце Тюильри, где декламировала «Марсельезу». За этим последовало преследование со стороны печати и правительства Третьей республики, в частности, нападки в Le Figaro, и в 1872 году актриса была вынуждена уйти из Комеди Франсез. Впоследствии она гастролировала в провинции, а затем в Швейцарии и Англии.
В 1878 году Агар вновь вернулась на сцену Комеди Франсез, где с большим успехом исполнила роль мадам Бернар в «Доме Фуршамбо» Эмиля Ожье, а также продолжила играть в пьесах Расина, Фёйе, Бразье, Дюмерсана и пр. После смерти в 1879 году её первого мужа, она вышла в 1880 году замуж за Жоржа Марье, с которым поселилась в Алжире. В 1880-х годах она ещё не раз бывала в Париже и играла на сцене, в том числе в пьесах Мендеса и Ришпена, а в 1885 году сыграла Гертруду в шекспировском «Гамлете».
5 июля 1888 года, во время представления в Мустафе (близ Алжира), актрису внезапно разбил паралич: у неё отнялась половина тела. Она скончалась три года спустя, 15 августа 1891 года, и была похоронена в Париже, на кладбище Монпарнас.